# Fech fech
Il fech fech (in arabo فش فش‎?) è una polvere impalpabile derivante dall'erosione di terreni argillosi e calcarei ed è comune nei deserti, dove in genere si deposita al di sotto di una sottile crosta.
Poiché non è rilevabile dalla superficie, può rappresentare un pericolo al transito in quanto eventuali strati profondi possono sprofondare al passaggio di veicoli, uomini e animali, che rischiano di impantanarsi come nelle sabbie mobili.
Quando viene sollevata è visibile anche a decine di chilometri di distanza e possono essere necessarie anche delle ore perché si posi nuovamente al suolo.
Il fech fech è comune nella depressione di Qattara, rendendo questo settore del Sahara impraticabile alla maggior parte dei veicoli.
È un tipo di sabbia finissimo come il talco.